# Paweł Huelle
Paweł Marek Huelle, född 10 september 1957 i Gdańsk, död 27 november 2023 i Gdańsk, var en polsk författare. Hans mest kända roman är Vem är Dawid Weiser, som utkom på svenska 1995.

## Biografi
Paweł Huelle har examen i polska språket och litteraturen från universitetet i Gdańsk. Han var aktiv i den polska demokratirörelsen 1980–1981, som hade sitt högkvarter i Gdańsk. Bland annat var han en av initiativtagarna till den oberoende studentrörelsen NZS och arbetade på fackföreningen Solidaritets pressavdelning. Efter att Solidaritet förbjudits och krigstillstånd införts i december 1981 började han skriva i den underjordiska pressen.
Huelle debuterade som författare 1987 med romanen Vem var Dawid Weiser. 1994–1999 var han chef för den regionala public service-TV:n TVP Gdańsk. Han var också aktiv i det (numera nedlagda) liberalkonservativa politiska partiet Ruch Stu och undervisade i filosofi på medicinska universitetet i  Gdańsk. Fram till sin död var han vice ordförande i polska PEN-klubben.

## Verk
Ett ständigt tema i Paweł Huelles böcker är staden Gdańsk och dess historia, särskilt mellankrigstiden då staden var en självständig, huvudsakligen tyskspråkig ministat under namnet Fristaden Danzig. Detta intresse delar han för övrigt med författarkollegan Stefan Chwin. Huelle är också en utpräglat intertextuell författare som gärna anspelar på andra författare eller bygger en hel roman som en dialog med andra litterära verk.
Debutromanen Vem var Dawid Weiser (1987, på svenska 1995) fick ett mycket positivt mottagande och kallades bland annat av en kritiker för ”årtiondets roman”. Titelpersonen är en judisk tonårspojke i Gdańsk 1957, en udda figur som ibland trakasseras i skolan för sitt judiska påbrå. Han visar sig också ha magiska egenskaper och stora kunskaper. Han låter några skolkamrater få en inblick i hans fantastiska värld, varefter han plötsligt försvinner och aldrig återkommer. Många år senare försöker en av skolkamraterna rekonstruera vad som egentligen hände. Boken påminner om en thriller eller detektivroman men har många filosofiska bottnar. Den kan också läsas som en uppväxtroman eller en politisk och historisk allegori, och David Weiser kan ses som en Messiasfigur.
Därefter gav Paweł Huelle ut två novellsamlingar, Opowiadania na czas przeprowadzki (Berättelser i flyttningstider, 1991) och Pierwsza miłość i inne opowiadania (Första kärleken och andra berättelser, 1996). Novellerna här utspelar sig ofta i Gdańsk eller dess omgivningar vid olika historiska tider. De utgör ett slags sökande efter författarens egna rötter och innehåller många litterära allusioner, bland annat på Bruno Schulz och Günter Grass. Mercedes-Benz. Z listów do Hrabala (Mercedes Benz. Ur breven till Hrabal, 2001) är en roman med många komiska inslag. Författaren börjar ta körlektioner men visar sig vara en obegåvad bilförare och försöker då roa sin trafiklärare med påhittade historier om bilar som olika personer i hans släkt har ägt. Boken är en parafras på den tjeckiske författaren Bohumil Hrabal som skrivit en liknande berättelse om ett försök att ta motorcykelkörkort. Castorp (2004)  berättar om huvudpersonen i Thomas Manns roman Bergtagen, Hans Castorp, och hans studietid i Danzig (nuvarande Gdańsk) som inträffade innan händelserna i Manns roman tar sin början. Ostatnia wieczerza (Nattvarden, 2007) är en politisk satir som utspelar sig på flera tidsplan, men grundberättelsen äger rum i en nära framtid när en känd målare bett några vänner ur kultur- och universitetsvärlden att stå modell för en modern version av Leonardo da Vincis målning Nattvarden (något som verkligen inträffade i Gdańsk strax innan romanen skrevs). Många av novellerna i Opowieści chłodnego morza (Det kalla havets berättelser, 2008) utspelar sig för ovanlighetens skull inte i Gdańsk utan på andra platser i världen, men Gdańsk är inte desto mindre ett nav eller ständig referenspunkt. Ett genomgående tema är människolivet sett som en hieroglyf, där författaren söker mening men oftast finner ett mysterium. I Huelles nyaste bok,Śpiewaj ogrody (Sjung trädgårdar, 2014) är den vackra Gretchen handlingens motor. Hon är omsvärmad av män och samtidigt katalysator för viktiga händelser i Gdańsks historia, och tycks dessutom vara den enda som kan förstå dessa händeler på ett djupare plan.
Förutom romaner har Paweł Huelle gett ut en diktsamling. Han har också varit medförfattare till tre filmmanus. Några av hans noveller har dramatiserats för scen och TV, och år 2000 gjordes filmen Weiser på grundval av romanen om Dawid Weiser.
Paweł Huelles verk finns översatta till 21 olika språk. De mest översatta böckerna är Vem var Dawid Weiser och Mercedes-Benz.

## Priser och utmärkelser
- 1988 - Kościelskistiftelsens pris för Vem var David Weiser[8]
- 1996 - nominerad till Nikepriset, Polens största litteraturpris, för Pierwsza miłość i inne opowiadania[3]
- 2001 - tidningen Politykas kulturpris Paszport för Mercedes-Benz. Z listów do Hrabala
- 2005 - Samuel-Bogumil-Linde-Preis (tillsammans med Hans Joachim Schädlich)
- 2008 - nominerad till Nikepriset för Ostatnia wieczerza
- 2012 - Huelle tilldelas Officerskorset av orden Polonia Restituta